# مولوی (عنوان)

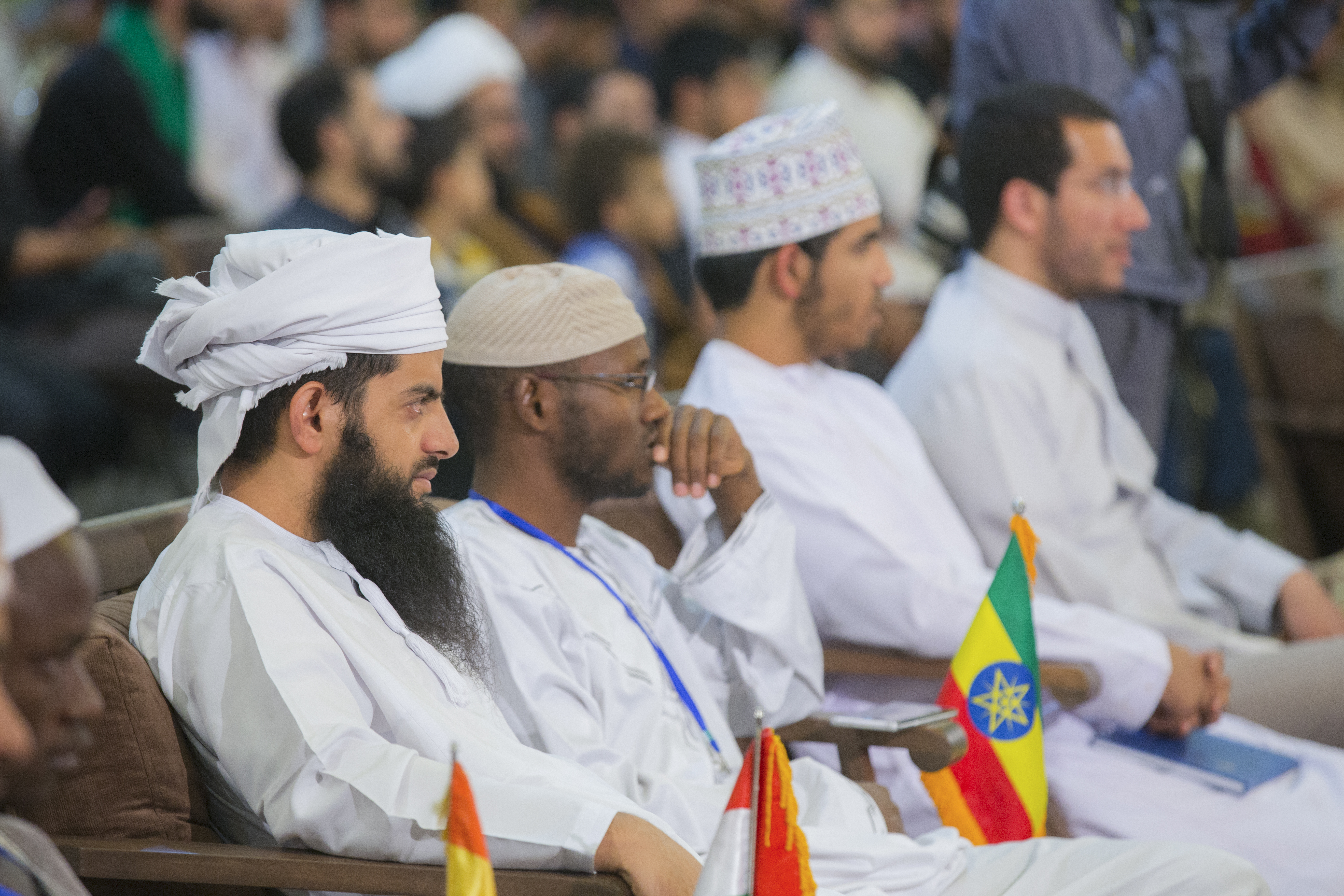
چند مولوی اهل تسنن در همایش بین‌المللی قرآن جامعه المصطفی در شهر قم

مولوی به معنی منسوب به مولا و مولی، از القاب عالمان و دانشمندان بزرگ می‌باشد و امروزه بیشتر به مجتهدان دینی اهل تسنن بلوچستان گفته می‌شود.

## اشخاص اشتهار به مولوی
- مولوی عبدالحمید
- جلال‌الدین محمد بلخی